# Computer Science and Artificial Intelligence Laboratory
Computer Science and Artificial Intelligence Laboratory (CSAIL) és un institut de recerca del Massachusetts Institute of Technology (MIT) format per la fusió l'any 2003 del Laboratory for Computer Science (LCS) i el Artificial Intelligence Laboratory (AI Lab). Situat al Ray and Maria Stata Center, CSAIL és el laboratori més gran del campus segons l'abast de la investigació i la pertinença. Forma part del Schwarzman College of Computing però també està supervisat pel vicepresident d'investigació del MIT.

## Activitats de recerca
Les activitats de recerca del CSAIL s'organitzen al voltant d'una sèrie de grups de recerca semiautònoms, cadascun dels quals està dirigit per un o més professors o investigadors científics. Aquests grups es divideixen en set àrees generals de recerca:
- Intel·ligència artificial
- Biologia computacional
- Computació gràfica i Visió artificial
- Processament de llenguatge natural i Aprenentatge automàtic
- Teoria de la computació
- Robòtica
- Sistemes (inclou arquitectura informàtica, bases de dades, sistemes distribuïts, xarxes i sistemes en xarxa, sistemes operatius, metodologia de programació i enginyeria del programari, entre d'altres)

A més, CSAIL acull el World Wide Web Consortium (W3C).

## Història
La investigació informàtica al MIT va començar amb la investigació de Vannevar Bush sobre un analitzador diferencial i l'àlgebra booleana electrònica de Claude Shannon a la dècada de 1930, el Laboratori de Radiació del MIT en temps de guerra, el Projecte Whirlwind i Laboratori d'Investigació d'Electrònica (RLE) de postguerra i el MIT. SAGE del Laboratori Lincoln a principis de la dècada de 1950. Al MIT, la investigació en el camp de la intel·ligència artificial va començar a finals dels anys cinquanta.

## Investigadors destacats[calcitació]
- Els becaris de MacArthur Tim Berners-Lee, Erik Demaine, Dina Katabi, Daniela L. Rus, Regina Barzilay, Peter Shor, Richard Stallman i Joshua Tenenbaum
- Els guanyadors del premi Turing Leonard M. Adleman, Fernando J. Corbató, Shafi Goldwasser, Butler W. Lampson, John McCarthy, Silvio Micali, Marvin Minsky, Ronald L. Rivest, Adi Shamir, Barbara Liskov, Michael Stonebraker i Tim Berners-Lee
- Els guanyadors del premi IJCAI Computers and Thought Award Terry Winograd, Patrick Winston, David Marr, Gerald Jay Sussman, Rodney Brooks
- Guanyadors del premi Rolf Nevanlinna Madhu Sudan, Peter Shor, Constantinos Daskalakis
- Els guanyadors del premi Gödel Shafi Goldwasser (dos cops), Silvio Micali, Maurice Herlihy, Charles Rackoff, Johan Håstad, Peter Shor i Madhu Sudan
- Els guanyadors del premi Grace Murray Hopper Robert Metcalfe, Shafi Goldwasser, Guy L. Steele, Jr., Richard Stallman i W. Daniel Hillis
- Autors dels llibres de text Harold Abelson i Gerald Jay Sussman, Richard Stallman, Thomas H. Cormen, Charles E. Leiserson, Patrick Winston, Ronald L. Rivest, Barbara Liskov, John Guttag, Jerome H. Saltzer, Frans Kaashoek, Clifford Stein i Nancy Lynch
- David D. Clark, antic arquitecte cap de protocol per a Internet; coautor amb Jerome H. Saltzer (també membre de CSAIL) i David P. Reed de l'influent article " End-to-End Arguments in Systems Design"
- Eric Grimson, expert en visió per computador i les seves aplicacions a la medicina, nomenat canceller del MIT març de 2011
- Bob Frankston, co-desenvolupador de VisiCalc, el primer full de càlcul d'ordinador
- Seymour Papert, inventor del llenguatge de programació Logo
- Joseph Weizenbaum, creador del terapeuta simulat per ordinador ELIZA